# Cottage à louer
Pour plus de détails, voir Fiche technique et Distribution.
Cottage à louer (Cottage to Let) est un film d'espionnage britannique réalisé par Anthony Asquith, sorti en 1941.

## Synopsis
Pendant la Seconde Guerre mondiale, la propriété des Barrington en Écosse sert à la fois de résidence à un inventeur en train de travailler sur des projets secrets pour l'armée, de refuge pour les enfants et d'hôpital militaire. Certaines de ces activités attirent l'attention des espions allemands.

## Fiche technique
- Titre original : Cottage to Let
- Titre français : Cottage à louer
- Titre américain : Bombsight Stolen
- Réalisation : Anthony Asquith, assisté de Michael Anderson (non crédité)
- Scénario : Anatole de Grunwald, J.O.C. Orton, d'après la pièce Cottage to Let de Geoffrey Kerr (en)
- Direction artistique : Alex Vetchinsky
- Photographie : Jack E. Cox
- Montage : R.E. Dearing (en)
- Musique : Louis Levy, Charles Williams
- Direction musicale et arrangements : Louis Levy
- Production : Edward Black
- Société de production : Gainsborough Pictures
- Société de distribution : Gaumont-British Picture Corporation
- Pays d'origine :  Royaume-Uni
- Langue originale : anglais
- Format : Noir et blanc — 35 mm — 1,37:1 — son mono
- Genre : Comédie d'espionnage
- Durée : 90 minutes
- Dates de sortie : Royaume-Uni : 6 septembre 1941
- Licence : Domaine public

## Distribution
- Leslie Banks : John Barrington
- Jeanne de Casalis : Mme Barrington
- Carla Lehmann : Helen Barrington
- Alastair Sim : Charles Dimble
- John Mills : Flight Lieutenant Perry
- George Cole : Ronald
- Michael Wilding : Alan Trently
- Frank Cellier : John Forest
- Muriel Aked : Miss Fernery
- Wally Patch : Evans
- Muriel George : Mme Trimm
- Hay Petrie : Docteur Truscott
- Catherine Lacey : Mme Stokes